# 4695 Mediolanum
4695 Mediolanum eller 1985 RU3 är en asteroid i huvudbältet som upptäcktes den 7 september 1985 av den belgiske astronomen Henri Debehogne vid La Silla-observatoriet. Den är uppkallad efter det latinska namnet på den italienska staden Milano.
Asteroiden har en diameter på ungefär 10 kilometer. Den tillhör asteroidgruppen Eunomia.